# Надежда в София
„Надежда в София“ е български игрален филм (драма) от 2000 година, по сценарий и режисура на Светослав Овчаров. Оператор е Огнян Калайджиев. Музиката във филма е композирана от Божидар Петков.

## Актьорски състав
Роли във филма изпълняват актьорите:
- Зако Хеския – Старецът
- Димитринка Стоянова – Надежда